# Puente del Alamillo
Puente del Alamillo är en bro i Sevilla i Andalusien i Spanien. Bron korsar en kanal över till temaparken Isla Mágica på ön La Cartuja i floden Guadalquivir. Bron ritades av arkitekten Santiago Calatrava för världsutställningen 1992. Konstruktionen bygger på en vidareutveckling av snedkabelbron.